# William Bonin
William George Bonin, även känd som Freeway Killer och Freeway Strangler, född 8 januari 1947, död 23 februari 1996,  var en amerikansk seriemördare och sexförbrytare som mellan november 1968 och juni 1980 våldtog, torterade och mördade unga män och pojkar i södra Kalifornien. Han dömdes för 14 mord, men han erkände 21 och misstänks för ännu fler.
Bonins första kända mordoffer dödades i maj 1979. Han brukade locka sina offer in i sin skåpbil under förevändning i hopp om frivilligt sex. Han blev känd som The Freeway Killer eftersom majoriteten av hans offers kroppar återfanns vid motorvägar i södra Kalifornien. Vid många tillfällen fick han hjälp av en av sina fyra kända medhjälpare. En av dem, Vernon Butts, listades i rätten som medbrottsling till 12 mord; han dog genom självmord före rättegången 1982.
Han beskrevs av åklagaren vid sin första rättegång som "den mest ärkeonda personen som någonsin existerat" och tillbringade 14 år i dödscell innan han avrättades genom dödlig injektion i San Quentin State Prison 1996. Han var den första fången i Kalifornien att avrättas med denna metod.